# Petrești (okręg Gorj)
Petrești – wieś w Rumunii, w okręgu Gorj, w gminie Bărbătești. W 2011 roku liczyła 480 mieszkańców.